# Подлипки-Дачные
Подли́пки-Да́чные — железнодорожная станция хордовой линии Мытищи — Фрязево Ярославского направления Московской железной дороги. Расположена в городе Королёве Московской области. Входит в Московско-Курский центр организации работы железнодорожных станций ДЦС-1 Московской дирекции управления движением. По основному характеру работы является промежуточной, по объёму работы отнесена к 3 классу.
Оборудована турникетами при реконструкции в 2004 году. Время движения от Ярославского вокзала около 35 минут, от станции Фрязево — около 1 часа 20 минут, от станции Фрязино — 40—45 минут.
На станции работают кассы предварительной продажи билетов на все направления РЖД.
Дополнительные пути станции предназначены для формирования составов с грузами Ракетно-космической корпорации «Энергия» им. С. П. Королёва.

## История
Платформа была открыта в 1914 году и названа по существовавшему тогда дачному посёлку Вилла Подлипки.
В 1979 году платформу удлинили с учётом длины состава электричек в 12 вагонов.
Станция неоднократно перестраивалась. Правление станции располагается в отдельном здании, расположенном рядом с платформой.

## Транспорт
Автобусы:
- 1: Улица Академика Легостаева[3] — ст. Болшево — ст. Подлипки — Улица Академика Легостаева[4]
- 2: Улица Академика Легостаева[3] — ст. Подлипки — ст. Болшево — Улица Академика Легостаева[5]
- 5: ул. Мичурина — ст. Подлипки
- 9: Улица Академика Легостаева — Автобаза
- 10: ст. Подлипки — Комитетский Леc[6]
- 12: ст. Подлипки — Лесная школа — ст. Болшево[7]
- 15: ст. Подлипки — Городок № 3 — ст. Болшево — Гипермаркет Глобус (также укороченные рейсы до Городка 3)[8]
- 16: ст. Подлипки — Лесная школа[9]
- 28: Улица Академика Легостаева[3] — ст. Болшево — ст. Подлипки — ст. Мытищи[10]
- 31: Лесные Поляны — ст. Болшево — ст. Подлипки[11]
- 392: Улица Академика Легостаева[3] — ст. Болшево — ст. Подлипки — Москва ( ВДНХ)[12]

Микроавтобусы:
- 3: Улица Академика Легостаева[3] — ст. Подлипки[13]
- 4: Улица Академика Легостаева[3] — ст. Болшево — ст. Подлипки — Рынок на Яузе[14]
- 8: пл. Валентиновка — ул. Гражданская — ст. Болшево — ст. Подлипки[15]
- 13: ст. Подлипки — Лесная школа — ст. Болшево — ст. Подлипки[16]
- 15: ст. Подлипки — Городок 3[17]Автобус ЛиАЗ-5292 на маршруте № 16
- 16: ст. Подлипки — Лесная школа[9]
- 17: ул. Лермонтова — ст. Подлипки[18]

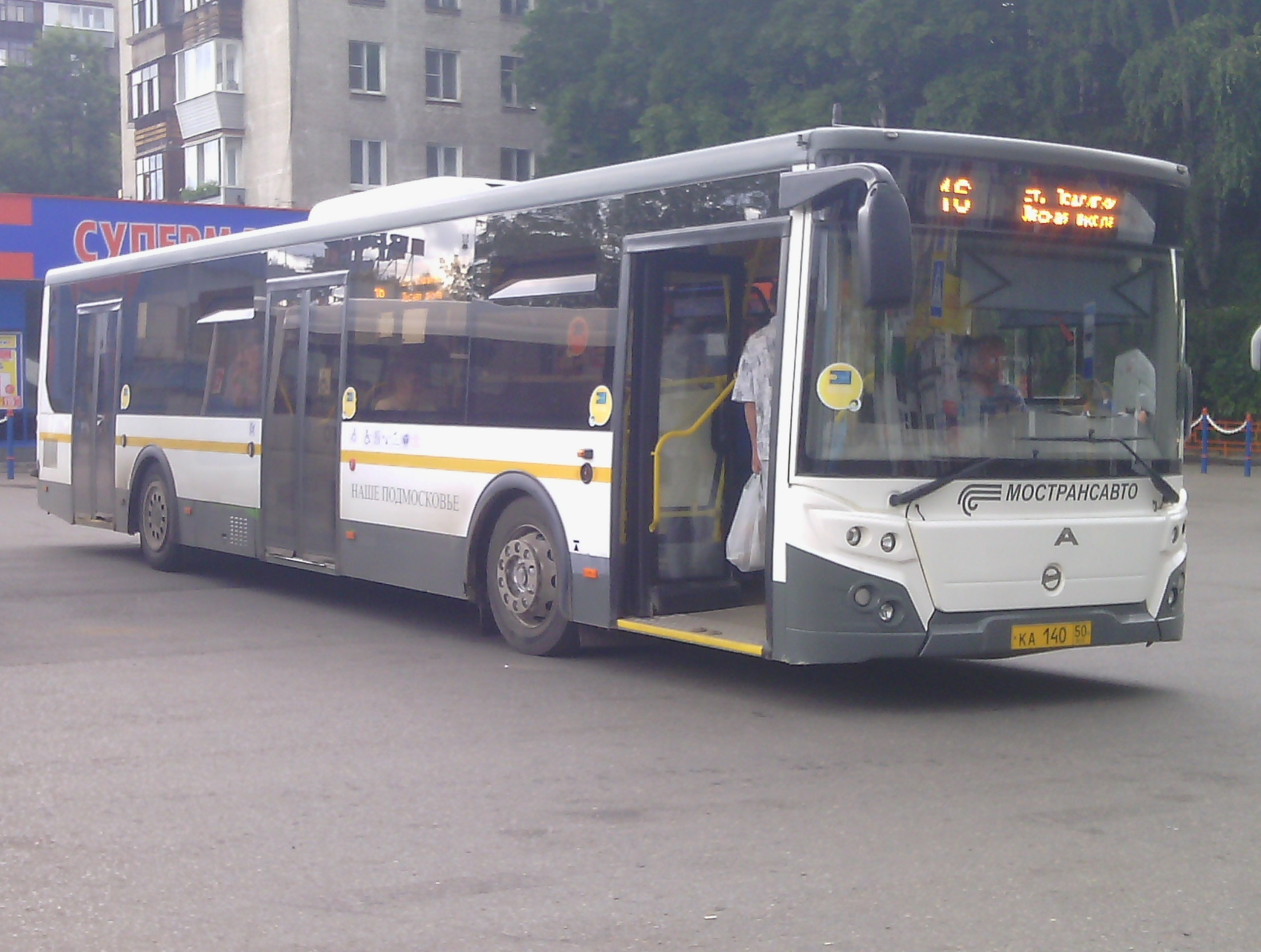
Автобус ЛиАЗ-5292 на маршруте № 16

- 19: ст. Подлипки — Городок 3 — ул. Пионерская (Юбилейный) — ст. Болшево (ул. Нестеренко) — ул. Героев Курсантов
- 32к: ст. Подлипки — Мытищи (МГУЛ)
- 45к: ст. Подлипки — ст. Пушкино
- 58к: ст. Подлипки — ст. Болшево — пл. Загорянская — ст. Щёлково